# Малиновский, Эдмунд
Эдмунд Малиновский (4 октября 1885, Добжинь-над-Вислон, Царство Польское, Российская империя — 4 ноября 1979, Варшава, Польша) — польский ботаник и генетик.

## Биография
Родился Эдмунд Малиновский 4 октября 1885 года в городе Добжинь-над-Вислон в семье Максимилиана Малиновского — депутата сейма и сенатора. Образование получил в Женевском университете. В 1915 году начал заниматься генетикой, открыв ботаническую станцию под Варшавой. С 1915-по 1918 год несмотря на свой молодой возраст (29 лет) стал доцентом Варшавского политехнического института. С 1919-по 1920 год занимал должность профессора университета в Познани. В том же 1919 году основал и открыл экспериментальной завод в Скерневицах. С 1920 года занимал должность профессора главной сельскохозяйственной школы в Варшаве. С 1953 года занимал должность директора института генетики Польской АН.
Эдуард Малиновский прожил долгую плодотворную жизнь и скончался 4 ноября 1979 года в Варшаве, спустя месяц после празднования своего 94-летия. Похоронен в Варшаве, на кладбище Воинские Повонзки.

## Научные работы
Основные научные работы посвящены морфологии, систематике, генетике и цитологии растений.
- Изучал мутации петунии и фасоли.
- Изучал приспособительные механизмы наскальных лишайников.

## Членство в обществах
- Член Варшавского научного общества (1930-79).
- Член Польской академии знаний (1929-79).
- Член Польской АН (1952).

## Награды и премии
- 1938 — Командорский крест Ордена Возрождения Польши.
- 1951 — Офицерский крест Ордена Возрождения Польши.

## Избранные научные труды и литература
- 1953 — Учебник Анатомия растений.
- 1963 — Учебник Генетика.

## Список использованной литературы
- 1984 — Биологи. Биографический справочник